# جولین استون
جولین استون (انگلیسی: Julyan Stone؛ زادهٔ ۷ دسامبر ۱۹۸۸) بازیکن بسکتبال اهل ایالات متحده آمریکا است.
از باشگاه‌هایی که در آن بازی کرده‌است می‌توان به دنور ناگتس اشاره کرد.